# La rabbia degli angeli (Sidney Sheldon)
La rabbia degli angeli è un romanzo dello scrittore statunitense Sidney Sheldon.
La trama si snoda seguendo le vicende personali e professionali della protagonista, l'avvocatessa Jennifer Parker.

## Titolo
Il titolo italiano del romanzo traduce fedelmente l'originale inglese. Si giustifica in rapporto ad una citazione da “I Dialoghi di Chio” posta in esergo al romanzo stesso.
“Guai a pronunciare forte i loro nomi,

che profanerebbero labbra mortali,

perché uscirono da scellerate tenebre

per assalire i cieli

ma furono respinte dalla rabbia degli angeli [...]”»

## Incipit
(traduzione di Tullio Dobner)

## Trama
New York, fine anni sessanta.
Jennifer Parker è una giovane ed ambiziosa avvocatessa; originaria di Kelso, nello Stato di Washington, si è trasferita all'est con l'intenzione di intraprendere una lunga e felice carriera. Un errore dovuto a leggerezza e inesperienza rischia però di rovinare tutto sin dall'inizio: assunta come assistente nell'ufficio del procuratore distrettuale Robert Di Silva, la ragazza diventa l'inconsapevole strumento di intimidazione nei confronti dell'unico testimone in un importante processo per omicidio: quello intentato contro Michael Moretti, un mafioso in ascesa che la procura si era illusa di avere finalmente incastrato. L'errore di Jennifer porta invece all'assoluzione di Moretti.
Sottoposta all'esame dell'avvocato Adam Warner, che rimane molto colpito dalla sua freschezza e ingenuità, Jennifer viene scagionata dall'accusa di corruzione; non si spegne però il rancore di Di Silva nei suoi confronti e la carriera della ragazza si fa improvvisamente difficilissima. Passerà molto tempo, vissuto tra ristrettezze e incarichi di poco conto, prima che Jennifer riesca ad affrontare il suo primo caso importante come avvocato difensore di un detenuto accusato di omicidio. Contro ogni previsione (e contro Di Silva, che rappresenta la pubblica accusa), Jennifer riesce a dimostrare la legittima difesa: la risonanza avuta dal caso fa finalmente decollare la sua carriera e in breve tempo Jennifer riesce a diventare uno dei più famosi e richiesti avvocati penalisti di tutti gli Stati Uniti.
Più difficili sono invece le sue vicende private e sentimentali: la relazione iniziata con Adam Warner, infelicemente sposato, finisce quando la moglie di lui resta incinta. Quasi contemporaneamente anche Jennifer si accorge di aspettare un figlio da Adam, ma glielo tiene nascosto per non rovinare i rapporti famigliari e la promettente carriera dell'uomo che ama: Adam infatti sta per entrare al Senato, con buone possibilità di proseguire sino alla candidatura presidenziale.
Negli anni seguenti l'attenzione di Jennifer si concentra sul lavoro e soprattutto sul figlio Joshua, che diventa la sua principale ragione di vita.

Rapito e seriamente minacciato da un cliente che si è sentito tradito da Jennifer, verso i quattro anni il bambino diventa però l'involontaria causa di una svolta inattesa nell'esistenza della madre: disperata Jennifer chiede infatti l'aiuto di Michael Moretti, che nel tempo le aveva più volte dimostrato il proprio interesse. Moretti riesce a salvare Joshua, uccidendo il rapitore, ma ovviamente si aspetta di essere adeguatamente ricambiato da Jennifer, che di lì a poco diventa infatti la sua amante e poco più tardi anche l'avvocato di fiducia dell'organizzazione mafiosa guidata dallo stesso Moretti. Jennifer continua ad essere innamorata di Adam, ma la relazione con Michael, intensa e passionale, riesce a darle comunque una certa stabilità, sino al momento in cui il figlio Joshua muore in seguito ad un banale incidente e la sua vita sembra precipitare nel baratro.
Coinvolta nell'inchiesta contro l'organizzazione mafiosa intrapresa dalla commissione guidata da Adam Warner, Jennifer viene contemporaneamente sospettata da Michael di averlo tradito: rischierà seriamente non solo la carriera ma anche la vita, prima di riuscire faticosamente ad uscire dai guai.
Mentre Adam Warner viene eletto Presidente degli Stati Uniti, Jennifer torna a Kelso: affronta la propria infelicità e decide - con meno clamore di un tempo – di continuare ad esser un buon avvocato.

## Personaggi
- Jennifer Parker. Figlia di un avvocato e di una donna che ha abbandonato la famiglia per fuggire con un amante più giovane, la ragazza vorrebbe essere all'altezza del padre ed evitare gli stessi errori commessi dalla madre, ma le vicende nelle quali si trova coinvolta minacciano di sconvolgere i suoi piani.
- Robert Di Silva. Procuratore del distretto di Manhattan; è un bravo avvocato, ma a volte i suoi sentimenti personali (ambizione, risentimento) tendono a prendere il sopravvento sull'idea di giustizia.
- Adam Warner. Avvocato integerrimo e capace uomo politico, la sua carriera pubblica decolla in maniera quasi naturale. Più complesse e penose risultano invece le sue vicende private.
- Michael Moretti. Affascinante, spietato e ambizioso. Genero e braccio destro di un potente capomafia la cui salute è in netto declino, ha lavorato a lungo e ferocemente per essere in grado di prenderne il posto. La sua unica debolezza finisce per essere l'amore nei confronti di Jennifer.

## Cronologia
La vicenda narrata nel romanzo inizia il 4 settembre 1969 e si protrae nel tempo sino all'inizio degli anni ottanta.

## Edizioni

### Edizione originale
- Sidney Sheldon, Rage of Angels, William Morrow ed., 1980 – ISBN 978-0-446-35661-9

### Edizioni italiane
- Sidney Sheldon, La rabbia degli angeli, traduzione di Tullio Dobner, Sperling & Kupfer ed., 1981, pag.464 – ISBN 88-200-0160-8
- Sidney Sheldon, La rabbia degli angeli, (paperback), traduzione di Tullio Dobner, Sperling & Kupfer ed., 1989, pag.464 – ISBN 88-7824-035-4
- Sidney Sheldon, La rabbia degli angeli, (paperback), traduzione di Tullio Dobner, Sperling & Kupfer ed., 2005, pag.464 –ISBN 88-8274-489-2